# میدان مجسمه
میدان مجسمه مربوط به دوره پهلوی است و در بابلسر، مرکز شهر واقع شده و این اثر در تاریخ ۱۰ آذر ۱۳۵۴ با شمارهٔ ثبت ۱۵۳۲ به‌عنوان یکی از آثار ملی ایران به ثبت رسیده است.